# Edgardo Egaddi
Edgardo Egaddi (Parma, 11 luglio 1925 – Parma, 26 marzo 2000) è stato un pianista, direttore di coro e compositore italiano.
Direttore del Coro del Teatro Regio di Parma dal 1965 al 1982, nel 1964 ha fondato e poi diretto per diversi anni la Corale Città di Parma, palestra di polifonia vocale classica in una città conosciuta in ambito musicale soprattutto per le sue tradizioni di musica lirica e sinfonica.

## Biografia
Studiò presso il Conservatorio di Parma, dove si diplomò in pianoforte, composizione e musica corale.
Il padre Egidio era stato fra i fondatori della Corale Giuseppe Verdi di Parma nel 1905, e lui stesso contribuì alla rinascita di quel circolo culturale alla fine del periodo bellico, nel 1945, affiancando prima nella direzione il maestro Annibale Pizzarelli, e diventandone poi, nel 1946, il direttore.
Nel 1952, dopo aver sposato il soprano Wilma Colla, si trasferì a Lima, in Perù, dove gli era stato affidato l'incarico di Director de la Masa Coral del Conservatorio Nacional de Música de Lima il principale complesso corale della nazione andina. A Lima nacquero i due figli Alberto (1952) e Franca (1958).
Rientrato in Italia nel 1960, ritornò a dirigere la Corale Verdi.
Il 20 gennaio del 1964 fondò la Corale Città di Parma. Il complesso vocale da lui diretto si specializzò nella polifonia vocale classica, ottenendo diversi riconoscimenti nazionali, fra cui il 2º premio al Concorso Nazionale Orsam di Roma nel 1966 ed il 2º premio nella sezione Canto Gregoriano del Concorso Internazionale di Arezzo del 1974. Fin dall'inizio venne dato impulso anche alla costituzione di un coro di voci bianche, anch'esso gratificato da importanti affermazioni in ambito nazionale. (vedi Archiviato il 7 maggio 2006 in Internet Archive.).
Resta testimonianza delle sue armonizzazioni per coro di alcuni fra i più famosi canti popolari parmensi e nazionali. Alcuni di questi arrangiamenti sono infatti divenuti presenze costanti nel repertorio di molte corali padane. Se ne trova un esempio nel disco "Canti popolari del parmense", citato in discografia.
Nella stagione lirica 1965-66 approda alla direzione del Coro del Teatro Regio di Parma, prestigioso incarico che mantenne fino alla stagione lirica 1981-82.
Fu direttore del coro dell'Opera di Nizza nella stagione 1982-83 e dell'Opera di Montecarlo nelle stagioni 1983-84 e 84-85.

## Composizioni e pubblicazioni
AVE MARIA (CORO) - EGADDI - 72346 RICORDI AMERICANA 
PATER NOSTER (CORO) - EGADDI - 72346 RICORDI AMERICANA 

## Discografia
- Giacomo Puccini: Tosca - Kabaivanska, Carreras, Bruson, Campori, Egaddi - Myto, 1999 - B00000G5GX Catalogo Amazon
- Tosca: Parma, Teatro Regio: GAO 126/7 [1992]; BEL CANTO SOCIETY BCS-5013 2000 (CD); MYTO 2 MCD 032.277 2003
- La forza del destino: Parma, Teatro Regio, MYTO 1 MCD 944.108 1994
- Norma: Parma, Teatro Regio: (private TAPE), MYTO 1 MCD 924.64 1992 and MYTO 1 MCD 944.108 1994
- Verdi: Stiffelio - Gulin, Maag, Limarilli, Egaddi - Melodram, 1994, B000001ZPU Catalogo Amazon
- Rigoletto (DVD video) - Kraus, Nucci, Serra, Pertusi, Campori, Egaddi - VAI distribution, 1987 - 1727289 catalogo CD Universe, Russian DVD.Com, Archiviato il 17 agosto 2007 in Internet Archive.
- Canti Popolari del Parmense (LP e mc)- Corale G. Verdi di Parma diretta da Edgardo Egaddi - etichetta e data sconosciute rimando alla pagina di FilesTube[collegamento interrotto], rimando alla pagina di "cianfrusaglie" (...sic...)
- Navidad (Navidad Peruana, Navidad en el Mundo) - Chabuca Granda, Edmundo Pizarro, Amelia Fornari, Edgardo Egaddi, Coro del Conservatorio Nacional de Mùsica - Sono Radio Peruana - L.P. 82 - 1958